# Lamprichthys
Lamprichthys is een monotypisch geslacht van straalvinnige vissen uit de familie van de levendbarende tandkarpers (Poeciliidae).

## Soort
- Lamprichthys tanganicanus (Boulenger, 1898)